# 0 (عام)
► | قرن -1  | << قرن 0  >> | قرن 1  | ◄ 

► | عقد -20  | عقد -10  | عقد 0  | << عقد 10  >> | عقد 20  | عقد 30  | عقد 40  | ◄

► | ► | -4  | -3  | -2  | -1  | << 0  >> | 1  | 2  | 3  | 4  | ◄ | ◄
اضغط هنا لمعرفة اليوم الهجري الذي يطابق أول يوم في 0  | اضغط هنا لمعرفة اليوم الهجري الذي يطابق أخر يوم في 0  | ابحث عن مواضيع متعلقة بسنة 0  الأحداث الجارية
السنة صفر أو (0 م) هي سنة غير موجودة في نظام بعد الميلاد المستخدم عادةً لعدد السنوات في التقويم الميلادي وكذلك في التقويم الذي سبقه (التقويم اليولياني). في هذا النظام تكون السنة 1 م تالية للسنة 1 قبل الميلاد، ولا وجود للسنة 0. بينما يوجد العام 0 في ترقيم السنوات الفلكية (وهو نفسه العام اليولياني 1 ق م) وفي أيزو 8601 (هو نفسه العام الجريجوري 1 ق م) وأيضا في التقويم البوذي والتقويم الهندي.

## نظم ترقيم السنوات تاريخيا وفلكيا ووفق الأيزو

### المؤرخون
مصطلح «بعد الميلاد» تم استخدامه من قِبَل ديونيسيوس إكسيغوس (470-544) في عام 525 م، حيث استخدم هذا المصطلح لتحديد السنوات على جدول الفصح. وقد استخدم هذا المصطلح لتجنب استخدام عبارة «عصر دقلديانوس»، إشارة إلى الإمبراطور الروماني دقلديانوس، لأنه لا يرغب في استمرار ذِكر دقلديانوس بسبب اضطهاده للمسيحيين. في مقدمة جدول عيد الفصح، ذكر ديونيسيوس أن «العام الحالي» كان «قوّة بروبوس جونيور Flavius Anicius Probus Iunior» الذي كان أيضًا 525 سنة منذ «تجسيد المسيح» (التجسد هو المرادف لمفهوم حمل، ولكن بعض الكتاب القدماء، مثل بيدا، يعتبر التجسد مرادفا للولادة). ولكنه من غير المعروف كيف وصل ديونيسيوس إلى هذا الرقم.
لم يستخدم ديونيسيوس مصطلح «بعد الميلاد» لتأريخ أي حدث تاريخي. وقد بدأ ذلك مع رجل الدين الإنجليزي بيدا (672-735)، الذي استخدم لفظ «سنوات بعد ميلاد» في أحد كتبه الكنسية عام (731)، الذي شاع في تلك الحقبة. استخدم بيدا أيضًا مصطلحًا مشابهًا لكلمة «قبل المسيح» مرة واحدة، لكن هذا الاستخدام لم يشيع إلا في وقت لاحق. لم يقم بيدا بترتيب أيام الشهر أو أسابيع السنة أو أشهر السنة. ومع ذلك، فقد قام بترقيم العديد من أيام الأسبوع باستخدام أصل العد في اللاتينية الكنسية. استخدم التاريخ المسيحي السابق مصطلح «سنة العالم» ابتداء من اليوم الأول للخلق، أو مصطلح «سنة آدم» التي بدأت في خلق آدم بعد خمسة أيام (اليوم السادس للخلق وفقا لقصة بدء الخلق)، التي يستخدمها الأفارقة، أو مصطلح «عام إبراهيم» بدءا من 3412 سنة بعد الخلق وفقا للسبعونية، التي يستخدمها يوسابيوس القيصري، وكلها خصصت الرقم «واحد» للسنة التي بدأ فيها الخلق، أو خلق آدم، أو ولادة إبراهيم، على الترتيب. واستخدم بيدا هذا التقليد في وصف السنة الميلادية.

### الفلكيون
في علم الفلك، أثار الانقطاع الحاصل بين سنة 1 بعد الميلاد و1 قبل الميلاد صعوبة في دراسة التواريخ. جرى التغلب على هذه المعضلة بجعل سنة 1 بعد ميلاد هي سنة الصفر (0) والسنة التي قبلها (1-) وهكذا دواليك. كما جرى حذف عبارات قبل الميلاد وبعد الميلاد وحقبة عامة.
وهكذا، أصبح لدينا السنة صفر (0) سنة مرجع، فالسنوات التي سبقتها يتم تصنيفها مع الأرقام السالبة والسنوات بعدها يتم تصنيفها مع الأرقام موجبة.

#### تاريخ استخدام ترقيم السنة الفلكي
في سنة 1627 استخدم عالم الفلك الألماني يوهانس كيبلر الترقيم السنوي الفلكي في عمله طاولات رودولفين حيث قام بادراج السنة الصفر بين سنوات الميلاد وقبل الميلاد، ثم استخدمه الفرنسيان فيليب دي لاهير سنة 1702 حيث ذهب على نفس منوال يوهانس كيبلر بادراج السنة الصفر بين سنوات الميلاد وقبل الميلاد، ثم جاك كاسيني سنة 1740 هذا الأخير الذي يُنسب إليه اختراع سنة الصفر

### أيزو 8601
يستخدم نظام أيزو 8601 لسنة 2000 و2004 الترقيم السنوي الفلكي في أنظمته المرجعية للتاريخ وتأخد السنة الصفر التي تمثل 1 قبل الميلاد شكل أربعة أصفار (0000) والسنة 2 قبل الميلاد شكل (0001-)

## في الثقافات الأخرى

### تقويم جنوب أسيا
تبدأ جميع عصور تقويمات الهندوسية والبوذية، مثل عصر ساكا أو كالي يوغا بالسنة 0.تستخدم هذه التقاويمات السنوات المنقضية أو الكاملة، على النقيض من معظم التقاويم الأخرى التي تستخدم السنوات الحالية. مثلا لم يمر عام 9999 كامل حتى الآن وبالتالي لا يمكن استخدام رقم السنة 9999 بدلاً من ذلك يستخدم رقم السنة التي انقضت 9998 فأمر أشبه بحساب عمر الإنسان.

## في الحوسبة
تستنخدم بعض برامج الحاسوب سنة الصفر، مثال نظام Perl CPAN module DateTime.